# Yússuf ibn Úmar ath-Thaqafí
Yússuf ibn Úmar ath-Thaqafí (àrab: يوسف بن عمر الثقفي, Yūsuf b. ʿUmar aṯ-Ṯaqāfī) fou governador omeia de l'Iraq (738-744).
Fou governador del Iemen nomenat pel califa Hixam ibn Abd-al-Màlik, probablement el 725. Allí va reprimir diverses revoltes kharigites. La tradició diu que va matar Wahb ibn Munàbbih quan era governador del Iemen. El 738 fou enviat a l'Iraq.
Va prendre mesures contra el governador deposat Khàlid ibn Abd-Al·lah al-Qasrí (738-739), que havia estat el substitut del seu pare com a governador (724), i al que va intentar arrabassar les riqueses acumulades durant el seu govern; després va haver de dominar la província poble a poble, ja que la rebel·lió liderada per Zayd ibn Alí ibn al-Hussayn ibn Alí ibn Abi-Tàlib s'estenia (739-740). Va derrotar els kharigites a Ayn al-Tamr, i pacificada la regió del Sawad va poder recuperar Ahwaz, el Jibal i la Jazira. Va establir la seva residència a al-Hira en comptes de Kufa que era la seu habitual. Yússuf era mudarita (els thaqafites ho eren en ser part dels kaysites) i va substituir no sols a un governador iemenita sinó als funcionaris de la tribu originària iemenita; alguns foren maltractats i torturats. A la mort d'al-Walid II i la pujada de Yazid III l'abril de 744, va perdre el càrrec. A l'arribada del nou governador Mansur ibn Djumhur al-Kalbi, va fugir a la Balkaa però fou capturat i va estar presoner a Damasc i hauria mort a la presó junt amb els fills de Yazid III el 745.